# Kosovo la Jocurile Olimpice
Kosovo a participat la Jocurile Olimpice pentru prima dată în 2016. Echipa sa este organizată de Comitetul Olimpic din Kosovo (OCK), înființat în 1992 și recunoscut de Comitetul Olimpic Internațional la 9 decembrie 2014. Prima medalie a unui sportiv kosovar a fost obținută la debutul olimpic în 2016, când judoka Majlinda Kelmendi a câștigat aurul la categoria 52 kg femei.

## Istoric
Începând de la Jocurile Olimpice de vară din 1920 și până la Jocurile Olimpice de iarnă din 1992, sportivii kosovari au participat la competițiile olimpice ca membri ai echipei iugoslave. La Jocurile Olimpice de vară din 1960 trei fotbaliști născuți în Kosovo (Milutin Šoškić, Fahrudin Jusufi, Vladimir Durković) au câștigat medalia de aur ca parte a echipei naționale de fotbal a Iugoslaviei. În cadrul Jocurilor Olimpice de vară din 1984 boxerul Aziz Salihu a devenit primul sportiv individual originar din Kosovo care a obținut o medalie olimpică, medalia de bronz la categoria supergrea.
După destrămarea Iugoslaviei, a fost înființat Comitetul Olimpic din Kosovo în 1992. Cu toate acestea, doar sportivii kosovari de etnie sârbă au participat la jocurile olimpice ca membri ai echipei olimpice a Serbiei și Muntenegrului și apoi ai echipei olimpice a Serbiei. La 17 februarie 2008 Adunarea din Kosovo a declarat independența provinciei Kosovo de Serbia. Campioana mondială de judo în probele de juniori Majlinda Kelmendi s-a calificat la Jocurile Olimpice de vară din 2012 și a vrut să concureze sub steagul Republicii Kosovo, dar Comitetul Olimpic din Kosovo nu era recunoscut la acea vreme de către Comitetul Olimpic Internațional. Cererea Majlindei Kelmendi de a concura ca sportiv independent a fost, de asemenea, respinsă. Comitetul Olimpic din Serbia i-a invitat pe toți sportivii din Kosovo să se alăture echipei olimpice a Serbiei. Kelmendi a ales să reprezinte echipa olimpică a Albaniei, în timp ce sportivii sârbi din Kosovo au participat sub steagul Serbiei.
În aprilie 2013 a fost încheiat Acordul de la Bruxelles între guvernele Serbiei și Republicii Kosovo. Prin urmare, Kosovo a fost admis ca membru provizoriu al Comitetului Olimpic Internațional la 22 octombrie 2014 și a devenit membru cu drepturi depline la 9 decembrie 2014. La acea vreme, Kosovo nu era stat membru sau observator al Organizației Națiunilor Unite, dar a obținut recunoașterea diplomatică ca stat suveran din parte a 97 din cele 193 de state membre ale ONU. S-a anunțat că Majlinda Kelmendi, care devenise campioană mondială și europeană la judo în 2013 și respectiv 2014, va purta Drapelul Republicii Kosovo la Parada Națiunilor în cadrul ceremoniei de deschidere a Jocurilor Olimpice de vară de la Rio de Janeiro.
Serbia a protestat față de admiterea Republicii Kosovo ca membru al Comitetului Olimpic Internațional, deoarece susține oficial că Kosovo este o provincie autonomă a Serbiei. Cu toate acestea, Serbia, având în vedere efectele nocive ale descalificării echipei olimpice a Iugoslaviei în 1992, a decis să nu boicoteze participarea la Jocurile Olimpice de la Rio de Janeiro din 2016. Unii sportivi etnici sârbi din Kosovo, cum ar fi voleibalista Milena Rašić și baschetbalistul Marko Simonović, au continuat să joace pentru echipa națională a Serbiei.

## Medalii după olimpiadă
| Ediție              | Sportivi                                               | Aur                                                    | Argint                                                 | Bronz                                                  | Total                                                  | Loc                                                    |
| 1920–1988           | ca parte a Iugoslaviei (YUG)                           | ca parte a Iugoslaviei (YUG)                           | ca parte a Iugoslaviei (YUG)                           | ca parte a Iugoslaviei (YUG)                           | ca parte a Iugoslaviei (YUG)                           | ca parte a Iugoslaviei (YUG)                           |
| Barcelona 1992      | ca parte a Participanților Olimpici Independenți (IOP) | ca parte a Participanților Olimpici Independenți (IOP) | ca parte a Participanților Olimpici Independenți (IOP) | ca parte a Participanților Olimpici Independenți (IOP) | ca parte a Participanților Olimpici Independenți (IOP) | ca parte a Participanților Olimpici Independenți (IOP) |
| 1996–2004           | ca parte a Serbiei și Muntenegru (SCG)                 | ca parte a Serbiei și Muntenegru (SCG)                 | ca parte a Serbiei și Muntenegru (SCG)                 | ca parte a Serbiei și Muntenegru (SCG)                 | ca parte a Serbiei și Muntenegru (SCG)                 | ca parte a Serbiei și Muntenegru (SCG)                 |
| 2008-2012           | ca parte a Serbiei (SRB)                               | ca parte a Serbiei (SRB)                               | ca parte a Serbiei (SRB)                               | ca parte a Serbiei (SRB)                               | ca parte a Serbiei (SRB)                               | ca parte a Serbiei (SRB)                               |
| Rio de Janeiro 2016 | 8                                                      | 1                                                      | 0                                                      | 0                                                      | 1                                                      | 54                                                     |
| Tokyo 2020          | Eveniment viitor                                       |                                                        |                                                        |                                                        |                                                        |                                                        |
| Paris 2024          | Eveniment viitor                                       |                                                        |                                                        |                                                        |                                                        |                                                        |
| Los Angeles 2028    | Eveniment viitor                                       |                                                        |                                                        |                                                        |                                                        |                                                        |
| Total               | Total                                                  | 1                                                      | 0                                                      | 0                                                      | 1                                                      | 107                                                    |

| Ediție           | Sportivi                               | Aur                                    | Argint                                 | Bronz                                  | Total                                  | Loc                                    |
| 1924–1992        | ca parte a Iugoslaviei (YUG)           | ca parte a Iugoslaviei (YUG)           | ca parte a Iugoslaviei (YUG)           | ca parte a Iugoslaviei (YUG)           | ca parte a Iugoslaviei (YUG)           | ca parte a Iugoslaviei (YUG)           |
| 1994–2006        | ca parte a Serbiei și Muntenegru (SCG) | ca parte a Serbiei și Muntenegru (SCG) | ca parte a Serbiei și Muntenegru (SCG) | ca parte a Serbiei și Muntenegru (SCG) | ca parte a Serbiei și Muntenegru (SCG) | ca parte a Serbiei și Muntenegru (SCG) |
| 2010–2014        | ca parte a Serbiei (SRB)               | ca parte a Serbiei (SRB)               | ca parte a Serbiei (SRB)               | ca parte a Serbiei (SRB)               | ca parte a Serbiei (SRB)               | ca parte a Serbiei (SRB)               |
| Pyeongchang 2018 | 1                                      | 0                                      | 0                                      | 0                                      | 0                                      | –                                      |
| Beijing 2022     | Eveniment viitor                       |                                        |                                        |                                        |                                        |                                        |
| Milano 2026      | Eveniment viitor                       |                                        |                                        |                                        |                                        |                                        |
| Total            | Total                                  | 0                                      | 0                                      | 0                                      | 0                                      | –                                      |

### Medalii după sport
| Jocuri Olimpice | Aur | Argint | Bronz | Total |
| Judo            | 1   | 0      | 0     | 1     |
| Total           | 1   | 0      | 0     | 1     |

## Sportivi medaliați
| Medalie | Sportiv           | Ediție              | Sport | Probă       |
| ------- | ----------------- | ------------------- | ----- | ----------- |
| Aur     | Majlinda Kelmendi | Rio de Janeiro 2016 | judo  | Femei 52 kg |

## Legături externe
- „Kosovo”. International Olympic Committee.
- Site oficial